# Walter Müller
Walther Müller (Hannover, 6 de septiembre de 1905-Walnut Creek (California), 4 de diciembre de 1979) fue un físico alemán, inventor en colaboración con Hans Geiger del tubo Geiger-Müller, base del contador Geiger.

## Semblanza
Müller estudió Física, Química y Filosofía en la Universidad de Kiel. En el año 1925 se convirtió en el primer estudiante graduado del nuevo profesor Hans Geiger con quien dirigió la investigación sobre ionización y sus repercusiones en los gases. Su logro más notable, en el año de 1928, fue el Contador Geiger-Müller, dispositivo de crucial importancia en mediciones de Radioactividad ampliamente usado al día de hoy.
Geiger abandonó la Universidad en el año 1929 y aceptó una llamada desde Tubinga, Alemania; y esto finalizó la colaboración entre alumno y maestro, por lo cual se trasladó hacia el campo del Desarrollo Industrial trabajando inicialmente para Siemens-Reiniger en Rudolstadt, tras un año de contrato con Julius Pintsch, y desde 1940 a 1945 fue Jefe de Investigación de Philips en Hamburgo.
Tras la Segunda Guerra Mundial, la investigación nuclear estaba prohibida en Alemania, por lo que Müller debió trabajar como consultor para varias empresas, hasta que en el año 1951 aceptó una Cátedra del Ministerio de Economía de Australia. Allí, y tras finalizar un contrato, fundó una empresa en la que se fabricaba los tubos contadores Geiger-Müller. En 1958 empezó a trabajar en investigación dentro de la General Telephone & Electronics Corporation, en Palo Alto, Estados Unidos. Por último, fue empleado en la General Motors en Santa Bárbara (California)
- Datos: Q66679
- Multimedia: Walther Müller / Q66679